# Internationaler Volkssportverband
Internationaler Volkssportverband (IVV) är en sammanslutning av olika riksförbund för främjande av motionsidrott. 
IVV stiftades 1968 av representanter från Tyskland, Österrike, Schweiz och Liechtenstein. 
Sedan har medlemmar anslutit sig från andra europeiska länder men också från Nordamerika och delar av Asien.
IVV består av tre kontinentala federationer, med nationella medlemsorganisationer:

## Europeiska Folksportförbundet
- Belgisch Volkssport Verbond (Belgien)
- British Walking Federation (Storbritannien)
- Dansk Motions Forbund (Danmark)
- Deutscher Volkssportverband (Tyskland)
- Fédération Française des Sports Populaires (Frankrike)
- Fédération Luxembourgoise de Marche Populaire (Luxemburg)
- Federazione Italiana Amatori Sport Per Tutti (Italien)
- IVV-Türkiye (Turkiet)
- Klubu českých turistů (Tjeckien)
- Magyar Természetbarát Szövetség (Ungern)
- Norges Turmarsjforbund (Norge)
- Polska Federacja Popularyzacji Turystyki (Polen)
- Svenska Folksportförbundet (Sverige)
- Südtiroler Volkssportverband (Italien)
- Volkssportverband Schweiz-Liechtenstein
- Österreichischer Volkssportverband (Österrike)

## Asiatiska Folksportkonfederationen
- China Volkssport Association (Kina)
- Chinese Taipei Alpine Association (Taiwan)
- Japan Volkssport Association
- Korea Athletic Promotion Association (Syd-Korea)

## IVV-Americas
- Anda Brasil (Brasilien)
- Canadian Volkssport Federation (Kanada)